# Nieuwe Zuiderkerk
De Nieuwe Zuiderkerk was een kerkgebouw van de Gereformeerde Kerken in Nederland aan de Westzeedijk 7 in Rotterdam.
De kerk werd gebouwd in 1916 naar een ontwerp van architect Tjeerd Kuipers. Het imposante gebouw stond schuin tegenover de Sint Ignatiuskerk, die in 1967 werd gesloopt. De kerk was met name bekend door het grote Walcker Orgel, dat speciaal voor deze kerk werd gebouwd.
Met verbreding en verhoging van de Westzeedijk als reden werd de kerk in 1968 buiten gebruik gesteld. In 1969 is daarop het gebouw gesloopt. Het orgel verhuisde naar de Grote of Martinikerk in Doesburg.

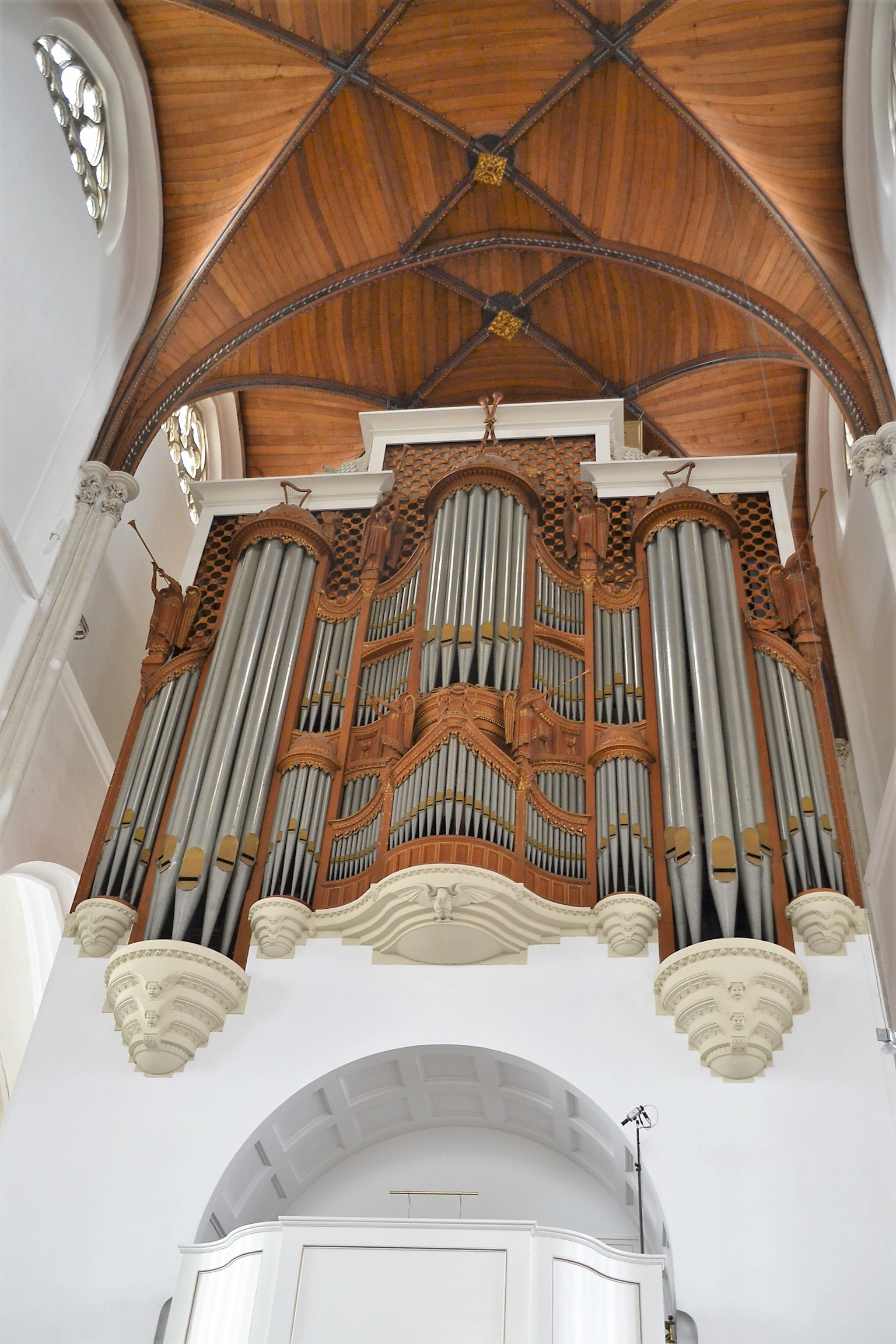
Het orgel van de Nieuwe Zuiderkerk, sinds 1972 in Doesburg